# Argenvilliers
Argenvilliers – miejscowość i gmina we Francji, w Regionie Centralnym, w departamencie Eure-et-Loir.
Według danych na rok 1990 gminę zamieszkiwało 301 osób, a gęstość zaludnienia wynosiła 16 osób/km² (wśród 1842 gmin Regionu Centralnego Argenvilliers plasuje się na 840. miejscu pod względem liczby ludności, natomiast pod względem powierzchni na miejscu 703.).